# ميخائيل ريد
ميخائيل ريد (بالإنجليزية: Michael Reed)‏ (28 أكتوبر 1987 بألباكركي في الولايات المتحدة - ) هو لاعب كرة قدم أمريكي في مركز الوسط. لعب مع نادي سان أنطونيو وأتلانتا سيلفرباكس وMinnesota United FC (2010–2016) ‏.

## وصلات خارجية
- ميخائيل ريد على موقع قاعدة بيانات كرة القدم.إي يو (الإنجليزية)